# 郑真 (明朝宦官)
郑真（1517年—1577年），字惟诚，别号化庄，河南开封阳武县人，万历时司礼监秉笔太监。

## 生平
正德十二年（1517年），出生。
嘉靖年间，选入宫廷。
嘉靖十五年（1536年），选入内书堂学习进修。
嘉靖十七年（1538年），提拔为司礼监六科廊记室。
嘉靖二十一年（1542年），任长随。
嘉靖二十四年（1545年），升为奉御。
嘉靖四十一年（1562年），授司礼监典簿负责佥押。
嘉靖四十五年（1566年），奉命前往河南赵府办理公事，升司礼监右监丞。
隆庆元年（1567年），奉命前往山西晋府办理公事，升司礼监左监丞，后升司礼监右少监。
隆庆二年（1568年），赏赐蟒衣、玉带。
隆庆四年（1570年），升司礼监左少监。
万历元年（1573年），晋升司礼监太监，允许在禁内骑马和坐凳杌。
万历三年（1575年），为内府供用库掌印太监。
万历四年（1576年），为礼仪房提督。
万历五年（1577年)，去世。

## 亲属
- 郑礼（祖父）
- 郑显（父）
- 郑珤（兄）
  - 郑据德（子）
  - 郑据道（子）
  - 郑据臣（子）
- 郑玹（弟）
  - 郑据义（子）
  - 郑据廉（子）